# ماكو: جزيرة الأسرار
ماكو: جزيرة الأسرار (بالإنجليزية: Mako: Island of Secrets)‏ وعرف أيضاً بحوريات ماكو (بالإنجليزية: Mako Mermaids)‏ هو مسلسل تلفزيوني أسترالي للأطفال والمراهقين تم بثه من سنة 2013 إلى سنة 2016. تم عرضه في شبكة تن ونيكلوديون وكذلك على شبكة نيتفليكس، هذا البرنامج مبني على مسلسل إتش تو أو: فقط أضف الماء. قصة المسلسل تتكلم عن زاك وهو ولد مراهق تسبب حادثة له في جزيرة ماكو بتحوله إلى غرنق. هذا المسلسل من إخراج إيفان كلاري وغرانت براون وبطولة لوسي فراي وأيفي لاتيمر وإيمي لوتيمر وتشاي هانسن وإيزابيل دورانت وألي بيرترام وجيما فورسيث وأليكس كوبيس وليندا نغو.
تمت دبلجة الموسم الأول هذا المسلسل إلى اللغة العربية في لبنان ويعرض على نيتفليكس.

## البطولة
- لوسي فراي بدور ليلى وهي قائدة لثلاثة حوريات وهي فتاة ذكية لكن في نفس الوقت متسرعة وبعد ان تعرف زاك تساعده لكي تزيل قوته. (الصوت العربي: كلودين صفير)
- أيفي لاتيمر بدور نيكسي وهي إحدى الحوريات الثلاثة، وهي فتاة تغب المغامرات لكنها دائما تقع في المشاكل بسبب تهورها. (الصوت العربي: رينيه غوش)
- إيمي روفل بدور سيرينا وهي إحدى الحوريات الثلاثة، وهي فتاة جميلة ولطيفة ودائما ما تحاول حل الشجارات بين ليلي ونيكسي. (الصوت العربي: ماري نخول)
- تشاي هانسن بدور زاك، وهو فتى يتحول إلى غرنق بعد حادثة جزيرة ماكو، لكنه يكتشف فيما بعد أنه ولد كغرنق ويكتشف أن شقيقته ميمي هي حورية أيضاً. (الصوت العربي: حسن مهدي)
- إيزابيل دورانت بدور أوندينا وهي حورية تظهر في الموسم الثاني وتساعد زاك لإزالة قوته وهي فتاة عنيدة.
- ألي بيرترام بدور ميمي وهي حورية تحاول ازالة قوة زاك، وهي فتاة ذكية وفضولية وهي دائما تساعد أوندينا بعد وقوعها في المشاكل، تكتشف فيما بعد أنها شقيقة زاك وألتي اعتقدت انه مفقود.
- جيما فورسيث بدور إيفي وهي حبيبة زاك، لا تعرف عن سر زاك في البداية وتبدأ بالغيرة عليه بسبب قضاء وقته مع الفتيات الحوريات، لكن بعد كشفها لسره تعتذر له، وتصبح صديقة هي أيضاً للفتيات الحوريات. (الصوت العربي: جوي كرم)
- أليكس كوبيس بدور إريك وهو غرنق يعمل كنادل في مقهى كارلي.
- ليندا نغو بدور ويلان وهي حورية صينية، تتحول إلى شكل حورية تنين وهي فتاة وقحة تتورط في المشاكل.
- دومينيك دوتشر بدور كام وهو صديق زاك المقرب ويعرف بسر تحوله إلى غرنق، في البداية يقوم بمساعدة زاك لأجل التخلص من قوته ولحفظ سره عن بقية الناس، لكنه فيما بعد يبدأ بالغيرة منه ويحاول هو أيضاً الحصول على تلك القوة لكنه يفشل. (الصوت العربي: حسان حمدان)
- كيث أتكنسون بدور ريتا وهي معلمة مدرسة وحورية في الأصل. تنفصل عن الحوريات بسبب حبها لأحد البشر لكن بعد وفاته بسبب حادث تصبح معلمة تاريخ للفتيات وتحاول مساعدتهم على كيفية التحكم بقوتهن. (الصوت العربي: رانيا حمندي)
- روان هيلس بدور ديفيد وهو شاب يعمل في المقهى تتعلق به سيرينا، لكن ديفيد يتركها بعد اكتشاف أنها حورية. (الصوت العربي: جاد أبو علي)
- بروك لي بدور كارلي وهي صاحبة مقهى أوزيان تتعلق في البداية بحب ديفيد لكن فيما بعد تحب كام وهي صديقة مقربة من إيفي. (الصوت العربي: ماريبيل صوّما)